# Elisha Mitchell
Pour les personnes ayant le même patronyme, voir Mitchell.
Elisha Mitchell, né le 19 août 1793 à Washington au Connecticut et mort le 27 juin 1857 dans le comté de Yancey en Caroline du Nord, est un géologue américain.

## Biographie
Professeur à l’université de Caroline du Nord à Chapel Hill, il détermina la hauteur exacte (2 037 m) du Mont Mitchell en Caroline du Nord aux États-Unis. Ce mont est le point culminant de la chaîne montagneuse des Appalaches. Il décéda à proximité des Mitchell Falls lors de vérifications de ses mesures. Après validation de ses mesures en 1881-1882, le service de géologie américain nomma officiellement le mont en référence au professeur.